# Білозери (Челябінська область)
Білозери  (рос. Белозеры) — село у Троїцькому районі Челябінської області Російської Федерації.
Входить до складу муніципального утворення Білозерське сільське поселення. Населення становить 771 особу (2010). Населений пункт розташований на землях українського культурного та етнічного краю Сірий Клин.

## Історія
Від 20 лютого 1924 року належить до Троїцького району Челябінської області.
Згідно із законом від 28 жовтня 2004 року органом місцевого самоврядування є Білозерське сільське поселення.

## Населення
| 2002 | 2010 |
| ---- | ---- |
| 883  | ↘771 |